# Comité européen d'histoire du sport
Le Comité européen d’histoire du sport (CESH) (European Committee for Sports History) est l’organisation des historiens du sport en Europe.
L'histoire du CESH commence à Bordeaux en 1995. Le président fondateur est Arnd Krüger, professeur de l’université de Göttingen (Allemagne).

## Objectifs duCESHet structure
Le but du CESH est la meilleure coopération entre les historiens du sport en Europe. Il soutient également les jeunes chercheurs et veille à des intégrer à la communauté scientifique des historiens du sport en Europe.
Le président actuel[Quand ?] est Evangelos Albanidis de l'Université Démocrite de Thrace en Grèce (2013-2017), la secrétaire générale Daphné Bolz de l'Université de Rouen en France (2013-2017) et le trésorier est Alejandro de la Viuda-Serrano de Madrid en Espagne (2014-2018).

## Les congrès internationaux annuels
Le CESH siège chaque année à l'occasion de ses congrès internationaux qui, en 2015, se sont déjà déroulés dans huit pays différents.
À l'occasion des congrès, le CESH décerne des prix pour les meilleurs travaux des jeunes historiens du sport.
Par ailleurs, un historien reconnu présente la Horst Überhorst Memorial Address, commémorant l’historien du sport allemand ayant impulsé les coopérations internationales dans le domaine de l'histoire du sport et de l'éducation physique dans les années 1970.

### Les congrès duCESHdans les pays francophones
- 2024 : Paris Nanterre (France)
- 2018 : Bordeaux (France), Héritage sportif et dynamique patrimoniale, organisation jumelée avec la Société française d'histoire du sport (SFHS
- 2017 : Strasbourg (France).
- 2010 : Monastir (Tunisie).
- 2007 : Lorient (France).
- 2002 : Besançon (France).

## La revue duCESH
Entre 2000 et 2005, le CESH a publié une revue scientifique intitulée Annual of CESH. Depuis 2008, il édite une revue annuelle intitulée European Studies in Sports History et publiée par les Presses Universitaires de Rouen et du Havre (PURH).

## Le collège des Fellows
L’organisation comporte un collège des Fellows (présidé entre 2014-2016 par Angela Teja, Rome), qui compte dans ses rangs parmi les plus importants historiens du sport en Europe. Les Fellows doivent maitriser au moins deux langues européennes, avoir publié au moins une monographie sur l’histoire du sport et participé à plusieurs congrès CESH. En 2014, le CESH comportait soixante fellows, issus de vingt-et-un pays.

### Les Fellows français
- Marie-Madeleine Fontaine
- Thierry Terret
- Christian Vivier
- Jean-François Loudcher
- Jean-Michel Delaplace
- André Gounot
- Paul Dietschy
- Daphné Bolz